# Orphnus drumonti
Orphnus drumonti är en skalbaggsart som beskrevs av Frolov 2009. Orphnus drumonti ingår i släktet Orphnus och familjen Orphnidae. Inga underarter finns listade i Catalogue of Life.